# シン・ムバリット
シン・ムバリット（Sin-Muballit）は、古代メソポタミアの都市国家・バビロン第1王朝の王。
シン・ムバリットはバビロニア第1王朝5代目のアムル人の王。紀元前1748年頃から1729年頃まで統治していた。シン・ムバリットは比較的新しく小規模な王国を治めていたが、実際にバビロンの王を宣言した最初の支配者でありその勢力を拡大した。シン・ムバリットの息子・ハンムラビはバビロニア王国をバビロニア帝国へと大きく拡大させた。

## 略歴
シン・ムバリットは父アピル・シンの後を継いだ。どちらの王の碑文も知られていない。シン・ムバリットの13年には、バビロンと頻繁に衝突していたラルサの軍隊を撃退した。シン・ムバリットの17年には、イシンを掌握し、多くの町を建設して要塞化したことで証明されるように、シン・ムバリットの力は時を経るごとに着実に増大していった。
シン・ムバリットは健康を害して退位した。
最初の王朝の出来事の日付については意見の相違がある。この記事で使用されている低年代説は、学者によって今日最も一般的に使用されているものだが、中年代説は最近まで好まれていた年表であり、ここで述べられている年表よりも64年も前の出来事を配置している。また、ここで与えられたよりも120年前の出来事を配置する長い年表が存在する。詳細については、古代近東の年表を参照。